# Pete Burness
Wilson D. Burness, detto Pete (Los Angeles, 16 giugno 1904 – Pasadena, 21 luglio 1969), è stato un animatore, regista e produttore cinematografico statunitense. Maggiormente è noto per il suo lavoro sulla serie cinematografica Mr. Magoo. Ha anche contribuito alle serie cinematografiche Tom & Jerry, Looney Tunes e Merrie Melodies, e alla serie TV The Rocky and Bullwinkle Show.

## Biografia
Burness nacque a Los Angeles il 16 giugno 1904. La sua carriera nell'animazione iniziò nel 1931, lavorando per Romer Grey e Ted Eshbaugh su Goofy Goat Antics e l'inedito Binko the Cub. Nel 1933 si trasferì ai Van Beuren Studios, dove animò la serie cinematografica The Little King. Burness si trasferì alla Harman-Ising nel 1936 e alla Metro-Goldwyn-Mayer nel 1938. Animò la serie Tom & Jerry fino al 1945.
Burness lavorò brevemente per la Warner Bros. nel 1948 e 1949, animando un certo numero di cortometraggi Looney Tunes e Merrie Melodies. Lasciò la Warner per diventare un regista alla United Productions of America, animando la popolare serie Mr. Magoo. Due dei suoi cortometraggi di Mr. Magoo, When Magoo Flew (1954) e Mr. Magoo's Puddle Jumper (1956), vinsero l'Oscar al miglior cortometraggio d'animazione.
Nel 1958 Burness lasciò la UPA per unirsi alla Jay Ward Productions come regista delle serie TV The Rocky and Bullwinkle Show e Hoppity Hooper. Mentre lavorava per Jay Ward co-sceneggiò e fu ingaggiato per dirigere La principessa e lo stregone, con Mr. Magoo. In seguito a controversie con il produttore Stephen Bosustow, lasciò il progetto e fu sostituito da Jack Kinney. Il suo ultimo lavoro fu come regista nella serie TV George della giungla, nel 1967.
Burness morì di cancro a Pasadena il 21 luglio 1969, a 65 anni.